# Dionisio (prefetto del pretorio)
Dionisio (... – 480) è stato un generale romano attivo sotto l'imperatore Zenone.
Nel 480 Dionisio ricopriva la prestigiosa carica di Prefetto del pretorio d'Oriente; in quell'anno organizzò una congiura contro l'imperatore Zenone, assieme all'ex-prefetto Epinico e al generale Traustila, ma la congiura fu scoperta e i cospiratori messi a morte.